# Stokes (Carolina del Norte)
Stokes es un lugar designado por el censo del condado de Pitt en el estado estadounidense de Carolina del Norte. La comunidad es una parte de la Greenville Área Metropolitana en el interior de Carolina del Norte, Banks región.

## Educación
La escuela local de Stokes es Stokes Escuela Primaria, que sirve los grados pre-K hasta el octavo; Norte Pitt High School sirve a estudiantes de más edad.